# 대한민국의 여행경보제도
대한민국의 여행경보제도는 대한민국 외교부에서 특정 국가 또는 지역을 여행하거나 체류할 경우, 특별한 주의가 요구되는 국가 및 지역에 경보를 지정하여 위험수준과 이에 따른 안전대책과 행동지침의 기준을 안내하는 제도이다.
| 1단계 남색경보 여행유의 신변안전 위험 요인 숙지·대비 | 2단계 황색경보 여행자제 신변안전 특별유의 및 불필요한 여행 자제 | 3단계 적색경보 출국권고 긴요한 용무가 아닌 한 출국 및 여행 취소·연기 | 4단계 흑색경보 여행금지 즉시 대피·철수 및 여행금지 준수 |

## 개요
대한민국은 현행 헌법 조항에 따라 대한민국 국적을 가진 국민의 생명과 인권을 존중하면서 보호할 수 있도록하고 또한 국민의 자유와 신변안전을 보장할 수 있도록 해야한다는 규정에 따라 대한민국 국민들이 대한민국 이외의 해외국가를 방문할 경우 현지 상황에 따라 국민안전 및 생명보호를 위한 목적으로 여행경보제도를 시행하고 있다. 
현재 지구상의 국가들 중에서는 여행 및 방문이 전체적으로 가능한 안전한 국가도 있지만 반대로 정치상황, 사회변동, 국제정세, 치안불안, 국가관리 위기, 전쟁, 기근, 폭동, 납치, 사살 등 여러 가지 변수 등으로 인해서 상황이 급진되는 경우가 많으며 특히 대한민국 국민이 위험한 국가나 지역을 가게 될 경우 대한민국 정부가 직권으로 책임과 보호를 하기 어렵기 때문에 이를 통해서 대한민국 국민들이 자유로우면서 안전한 여행을 위한 목적으로 신변을 보호하는 정책에 따라 여행경보제도를 시행하게 되었다. 
여행경보제도는 대한민국 외교부에서 외교부 장관의 승인하에 해외 현지 국가 상황 등에 따라 총 4단계까지 조정될 수 있으며 외교부는 이를 통해서 주 해외공관과 해외여행을 준비하는 대한민국 국민들에게 이를 제공하는 의무를 가지게 된다.   
부득이하게 현지에서 대한민국 국민이 납치 및 구금, 실종, 사살 등으로 인한 긴급상황이 발생한 경우 대한민국 정부는 대통령이나 외교부 장관의 총지시를 통해서 현지 국가나 정부와의 협의하에 대한민국 국민을 직접 구조할 수 있는 의무를 가지고 있다.    

## 대한민국 외교부의 역할
대한민국 외교부는 외교부 장관의 총지휘하에 해외에 나가있는 대한민국 국민이 현지에서 사살, 납치, 실종, 사고 등으로 인한 불상사 사태가 발생한 경우 해외 공관의 공관장들을 통해서 현지 국가 정부와의 협의하에 대한민국 국민을 직접 구조할 수 있는 의무를 가지고 있으며 또한 해외여행이나 출장 등의 목적으로 해외로 나가려는 대한민국 국민들에게 여행경보제도를 신속히 알리도록 하여서 현지 방문시 피해가 없도록 당부하고 있다. 
해외 대한민국 공관들은 공관장이 외교부 장관의 훈령에 따라 대한민국 국민의 여행 자유를 보장하되 신변 안전을 책임지는 의무를 가지고 있으며 사고 등이 발생할 경우 현지에서 대한민국 국민들을 직접 구조할 수 있는 의무를 가진다.  

## 대한민국 여행경보제도의 시행과 의도
- 대한민국을 떠나 해외 각국 및 각지에서 활동 및 여행 등을 하는 대한민국 국민의 신변안전과 인권보호하에 안전한 해외활동을 할 수 있도록 보장한다.
- 대한민국 국내와는 달리 해외국가는 대한민국 헌법 적용 제외 대상이나 헌법 조항상 대한민국 국민의 인권을 존중하고 보호하면서 위기가 닥친 경우 대한민국 정부가 직접 구조할 수 있도록 한다.
- 해외 각국 및 각지의 상황에 따라 안전성을 필히 보장할 수 없기 때문에 국민 스스로가 해외활동시 신변에 위험이 없도록 대한민국 정부가 이를 고시하여 국민들에게 각별히 판단하도록 권고한다.
- 대한민국 국민의 여행 자유는 보장하되 여행이나 방문시 불상사가 일어나지 않도록 정부에서 대국민 보호 고시를 의무적으로 시행한다.
- 해외에서 대한민국 국민이 사살, 납치, 실종 등 불상사가 발생한 경우 헌법의 조항규정에 따라 대한민국 정부가 이를 책임지도록 하고 있다.
- 대한민국 외교부 장관은 해외국가의 상황에 맞춰서 이를 통해서 외교부나 해당 국가 주재 한국대사관에 훈령을 지시하여 해외에 방문 및 체류중인 대한민국 국민에게 여행경보제도를 의무적으로 알릴 수 있다.
- 대한민국 외교부는 현지 국가상황이 급변 및 급진으로 인한 변동이나 위험성이 있는 경우 대한민국 국민의 해당 국가 방문을 자제 및 출국을 권고할 수 있고 상황에 따라 더욱 위험할 경우 금지령을 발령할 수 있다.

## 지정 절차
국민의 안전을 최우선으로 그 안전에 위협을 줄 수 있는 상황이 발생하게 되면 수시로 여행경보단계를 변경 국가의 경보수준에 따라 정기적으로 짧게는 월, 길게는 반기별로 이미 지정된 여행경보단계의 적정성을 검토 및 변경된다. 대한민국 국민의 신체나 생명에 대한 위협 여부에 중점을 두어 그런 상황이 현존하고, 어느 정도 계속적으로 발생하고 있을 경우 등을 위주로 다양한 단계 판단을 위한 사례를 여행경보단계 지정시 참고한다.

## 특별여행경보제도
| 1단계 특별여행주의보 해당 국가 전체 또는 일부 지역에 "적색경보(출국 권고)"에 해당하는 효과가 발생 | 2단계 특별여행경보 기존의 여행경보단계와 관계없이 해당 국가 전체 또는 일부 지역에 "즉시대피"에 해당하는 효과가 발생 |

특별여행경보제도는 단기적인 위험 상황이 발생하는 경우에 발령한다. 해당국가의 치안이 급속히 불안정해지거나, 감염병이 창궐하거나, 재난이 발생하는 경우 등에 발령하며 "특별여행경보" 발령 국가에 대한 "여행경보" 단계 조정을 별도로 실시하지는 않는다. 발령 기간은 기본 1주이며, 상황이 종료될 때까지 자동 연장된다.

## 현황

### 흑색경보 여행금지 지역
| 4단계 흑색경보 여행금지 즉시 대피·철수 및 여행금지 준수 |

총 20개국이 지정되어 있다. 여행경보 4단계 여행금지국가에 여행을 계획하고 있거나 체류하고 있는 사람들은 여권법에 의해 정부의 허가 없이 무단 입국하게 되면 관련법에 의거하여 처벌(1년 이하의 징역 또는 1,000만원 이하의 벌금)을 받게 된다.

#### 중남미
- 아이티 (2024년 5월 1일~2025년 7월 31일)

#### 서남아시아
- 아프가니스탄 (2007년 8월 7일~2025년 7월 31일)

#### 동남아시아
- 라오스 골든트라이앵글 경제특구 (2024년 2월 1일~2025년 7월 31일)
- 미얀마 샨주 북부, 샨주 동부, 까야주, 라카인주 (2024년 5월 1일~2025년 7월 31일) / 미야와디주 (2024년 12월 26일~2025년 7월 31일)
- 필리핀 민다나오의 잠보앙가, 술루‧바실란‧타위타위 군도 (2015년 12월 1일~2025년 7월 31일)

#### 중동·북아프리카
- 레바논 레바논 남부 이스라엘 접경지역 5km (2024년 8월 7일~2025년 7월 31일) / 남부 주, 나바티예 주 (2024년 10월 12일~2025년 7월 31일)
- 리비아 (2014년 8월 4일~2025년 7월 31일)
- 시리아 (2011년 8월 20일~2025년 7월 31일)
- 예멘 (2011년 6월 28일~2025년 7월 31일)
- 이라크 (2007년 8월 7일~2025년 7월 31일)
- 이스라엘 가자지구(2023년 8월 1일~2025년 7월 31일), 이스라엘 북부 레바논 접경지역 4km (2024년 8월 7일~2025년 7월 31일)
- 팔레스타인 가자지구, 이스라엘 북부 레바논 접경지역 4km (2023년 7월 15일~2025년 7월 31일)

#### 사하라 이남 아프리카
- 소말리아 (2007년 8월 7일~2025년 7월 31일)
- 수단 (2023년 4월 29일~2025년 7월 31일)
- 콩고 민주 공화국 북키부주 (2024년 2월 1일~2025년 7월 31일)

#### 러시아·중앙아시아
- 러시아 로스토프, 벨고로드, 보로네시, 쿠르스크, 브랸스크 지역 내 우크라이나 국경에서 30Km (2022년 3월 8일~2025년 7월 31일)

#### 유럽
- 그리스 (2025년 7월 14일~2026년 1월 31일)
- 벨라루스 (2022년 3월 8일~2025년 7월 31일)
- 아르메니아 (2023년 4월 15일~2025년 7월 31일)
- 아제르바이잔 (2023년 4월 15일~2025년 7월 31일)
- 우크라이나 (2022년 2월 13일~2025년 7월 31일)

### 적색경보 출국권고 지역
| 3단계 적색경보 출국권고 긴요한 용무가 아닌 한 출국 및 여행 취소·연기 |

2024년 8월 현재 적색경보 (출국권고) 지역은 다음과 같다.

#### 동북아시아
- 일본 - 후쿠시마 원전 반경 30km 이내 및 일본 정부 지정 피난지시구역 (후쿠시마현 일부 지역(이이다테촌, 가츠라오촌, 가와마타정 남부, 미나미소마시 서부, 나미에정 서부)

#### 중남미
- 멕시코 - 치아파스주
- 베네수엘라 - 전 지역
- 볼리비아 - 태양의 섬
- 자메이카 - 킹스턴, 세인트앤드류, 세인트캐서린
- 콜롬비아 - 베네수엘라 국경지역 20km/ 나리뇨 주(뚜마코)/ 바예델카우카 주(깔리 시 제외)/ 아라우카 주, 카우카 주/(*는 일부: 안티오키아 주*, 초코 주*/ 카케타 주*) / 노르떼 데 산딴데르(Norte de Santander) 주
- 파나마 - 콜롬비아 국경지역 40Km 지역
- 페루 - 아야쿠초 주 : 라 마르, 우안타 지역/ 우앙카벨리카 주 : 츄르캄파, 타야카하 지역/ 쿠스코 주 : 라 콘벤시온 지역/ 후닌 주 : 사티포, 우안카요, 콘셉시온 지역

#### 서남아시아
- 방글라데시 - 동남부 치타공 힐 트랙스 지역
- 인도 - 카슈미르, 카르길 시
- 파키스탄 - 황색경보 지정 지역(이슬라마바드, 페이살라바드, 라왈핀디, 라호르, 훈자, 길깃, 스카루드)을 제외한 전지역

#### 동남아시아
- 말레이시아 - 사바주 동부도서 지역 및 동부해안
- 미얀마 - 여행금지 지정 지역(샨州 북부, 샨州 동부, 까야州, 라카인주)을 제외한 전지역
- 태국 - 송클라 주 남부 말레이시아 국경지역, 파타니 주, 나라티왓 주, 얄라 주
- 필리핀 - 팔라완섬 2단계 지역(아볼란, 나라, 케손) 이남, 민다나오섬(제외: 2단계(다바오/카가얀데오로/시아르가오), 4단계(잠보앙가)

#### 중동 · 북아프리카
- 레바논 - 흑색경보 지정지역(레바논 남부 이스라엘 접경지역 5km)을 제외한 전지역
- 모로코 - 서사하라 내 모래방어벽 동쪽
- 모리타니 - 황색경보 지정지역(누악쇼트, 누아디브, 인시리, 트라르자 및 아다르(우아단까지 일부지역))을 제외한 전지역
- 사우디아라비아 - 사우디-예멘 국경 인근 180km 지역(지잔 주, 아브하(Abha), 카미스 무샤이트(Khamis Mushait)市 포함)
- 알제리 - 국경지역(튀니지(테베사, 엘웨드 동부, 오아글라 동부), 리비아(일리지 동부), 니제르ㆍ말리ㆍ모리타니(타만라셋 남부, 아드라르 남서부, 틴두프 남서부))
- 이란 - 국경: 터키ㆍ이라크, 시스탄발루체스탄 주, 페르시아만 연안 3개 주(후제스탄, 부셰르, 호르모즈건)
- 이스라엘 - 흑색경보 지정 지역(가자지구, 이스라엘 북부 레바논 접경지역 4km)을 제외한 전지역
- 이집트 - 중•북부 시나이 반도(1,2단계 지역 제외), 리비아 국경으로부터 30km까지
- 튀니지 - 알제리 접경지역(까세린주 샴비산 일대 포함), 리비아 접경지역 및 크사르 길랜 이남 사막지역 전역
- 팔레스타인 - 흑색경보 지정 지역(가자지구)을 제외한 전지역

#### 사하라 이남 아프리카
- 나이지리아 - 니제르델타 부근 8개 주(에도/ 아남브라/ 델타/이모/ 아비아/ 바이엘사/ 리버스/ 아콰이봄) 아다마와/ 보르노/ 요베/ 바우치/ 카노/ 잠파라/ 플래토/ 나사라와/ 아부자/ 타라바/ 소코토/ 카치나/ 지가와/ 곰베 주
- 남수단 - 전 지역
- 니제르 - 전 지역
- 말리 - 전 지역
- 모잠비크 - 카보델가도주
- 베냉 - 북부 부르키나파소 접경지역(Pendjari 국립공원 및 W 국립공원)
- 부룬디 - 부줌부라市 제외 전 지역
- 부르키나파소 - 와가두구, 보보디울라소를 제외한 전 지역
- 에리트레아 - 에티오피아·수단·지부티 국경 25Km 이내
- 에티오피아 - 암하라 주, 티그라이 주, 소말리 주, 베니샹굴-구무즈 주, 감벨라 주, 오로미아 주 일부(East Welega, West Welega, Kelam Welega, Guji, Borena 지역), 수단 및 에리트리아 국경 10km 접경지역, 아파르주에서 티그라이주 10km 접경지역, △케냐 및 남수단 국경 10km 접경 지역
- 중앙아프리카 공화국 - 전 지역
- 지부티 (에리트레아•에티오피아•소말리아 국경 10km 이내 접경지역)
- 차드 - 전 지역
- 카메룬 - 노르드 주, 아다모와 주, 북서부 주, 남서부 주, 최북부 주
- 케냐 - 케냐‧소말리아 국경 100km 이내 모든 지역, 나이로비 북부 이스트레이, 가리사
- 코트디부아르 - 라이베리아ㆍ기니와 국경을 접한 서부 지역(Denguélé주, Montagnes주, Bafing주), 초로고(Tchologo), 붕카니(Bounkani) 지역
- 콩고 민주 공화국 - 중앙아프리카공화국과의 국경 50km 이내 지역/ 바우엘레주, 오트우엘레주, 이투리주, 북키부주, 남키부주, 마니에마주, 카사이주, 카사이상트랄주, 카사이오리앙탈주/ 구 탕가니카주 북부 지역(일부: 루알라바주, 오트로마미주, 오트카탕가주)
- 탄자니아 - 음트와라(Mtwara) 주

#### 러시아  ·  중앙아시아
- 러시아 - 북카프카즈 지역 : 다게스탄, 체첸, 잉구세티아, 세베로오세티야, 카바르디노발카르, 까라차예보체르케스카야, 아디게야, 로스토프, 벨고로드, 보로네시, 쿠르스크, 브랸스크 주, 오룔 주 일부(샤블르키노, 드미트롭스크, 사스코보, 크로믜, 트로스나 5개 지역)
- 타지키스탄 - 아프가니스탄 국경 지역

#### 유럽
- 벨라루스 - 흑색경보 지정 지역(벨라루스 브레스트·고멜 지역 내 우크라이나 국경에서 30km)을 제외한 전 지역
- 키프로스 - 파마구스타 내 바로샤 지역
- 아르메니아 - 아라라트주, 게가쿠니크주, 바요츠조르주, 슈니크주, 타부시주 (4단계 지정 지역[아제르바이잔 접경 10km 구간] 제외)
- 아제르바이잔 - 나고르노-카라바흐 및 인근 7개 지역(아그담(Aghdam), 피줄리(Fizuli), 자브라일(Jabrayil), 장길란(Zanglian), 구바들리(Guabadly), 라친(Lachin), 켈바자르(Kelbajar)), 나흐치반 아르메니아 접경지역
- 조지아 - 남 오세티아, 압하지아
- 코소보 - 미트로비차 북부(Zubin Potok, Zveçan, Leposaviq)
- 튀르키예 - 킬리스, 가지안텝, 샨르우르파, 마르딘, 시르낙, 하카리, 반, 비트리스, 시르트, 바트만, 디야르바크르, 빙골, 툰셀리, 엘라지, 시리아의 국경 10km 이내 지역(하타이)

#### 오세아니아
- 파푸아뉴기니 - 서던 하일랜즈 주, 헬라 주

### 황색경보 여행자제 지역
| 2단계 황색경보 여행자제 신변안전 특별유의 및 불필요한 여행 자제 |

#### 아시아·태평양
- 마카오 (전 지역)
- 미얀마 (카친주, 샨주, 카야주, 카인주, 몬주, 만달레이주(모곡), 라카인주(안, 메본))
- 방글라데시 (적색경보 지정 지역을 제외한 전지역)
- 인도 (차티스가르주, 비하르주, 자르칸드주, 오디샤주, 시킴주, 나갈랜드주, 마니푸르주, 미조람주, 아루나찰프라데시주, 아쌈주, 트리푸라주, 메갈라야주, 연방령 안다만 니코바르 군도 지역, 잠무 카슈미르 내 라다크 지역)
- 인도네시아 (아체주, 말루쿠주, 중부 슬라웨시주, 파푸아주, 발리섬 아궁산 반경 4km 이내, 서수마트라주)
- 중국 (적색경보 지정 지역을 제외한 전 지역)
- 캄보디아 (프레아 비히어, 욷더 민체이)
- 파키스탄 (이슬라마바드, 파이살라바드, 라왈핀디, 라호르)
- 파푸아뉴기니 (적색경보 지정 지역을 제외한 전 지역)
- 필리핀 (남색·적색경보 지정 지역 제외한 전 지역)
- 홍콩 (전 지역)

#### 중동·아프리카
- 기니 (전 지역)
- 기니비사우 (전 지역)
- 나이지리아 (적색경보·특별여행주의보 지정 지역을 제외한 전 지역)
- 니제르 (니아메)
- 라이베리아 (전 지역)
- 레바논 (적색경보 지정지역을 제외한 전 지역)
- 레소토 (전 지역)
- 르완다 (콩고 민주 공화국·부룬디 접경 지역(키부예, 창구구 제외))
- 마다가스카르 (전 지역)
- 모로코 (서부 사하라 내 모래방어벽 서쪽 50km 이원 지역, 알제리 틴두프주와의 접경지역(국경으로부터 50km 이내 지역))
- 모리타니 (누악쇼트, 누아디브)
- 베냉 (알리보리주 북부 및 동부, 보르구주 동부)
- 부르키나파소 (적색경보 지정 지역을 제외한 전 지역)
- 부룬디 (부줌부라)
- 사우디아라비아 (적색경보 지정 지역을 제외한 전 지역)
- 세네갈 (까자망스 지역)
- 수단 (적색경보 지정 지역을 제외한 전 지역)
- 시에라리온 (전 지역)
- 알제리 (적색경보 지정 지역을 제외한 전 지역)
- 에리트레아 (적색경보 지정 지역을 제외한 전 지역)
- 에티오피아 (오로미아주(동‧서 웰레가, 보레나, 구지, 발레 지역))
- 요르단 (시리아 및 이라크 접경 5km 이내 지역(이르비드주 및 마프라크주 일부))
- 우간다 (전 지역)
- 이란 (적색경보 지정 지역을 제외한 전지역)
- 이스라엘 (적색경보·특별여행주의보·특별여행경보 지정지역을 제외한 전 지역)
- 이집트 (적색경보·특별여행경보 지정지역을 제외한 전 지역)
- 지부티 (전 지역)
- 케냐 (적색경보 지정지역을 제외한 전 지역)
- 코모로 (전 지역)
- 코트디부아르 (아비장 및 서부 4개 주(뎅궤레, 몬테그뉴, 바핑, 까발리)를 제외한 지역)
- 콩고 공화국 (풀주, 중앙아프리카 공화국과의 국경 50km 이내 지역)
- 콩고 민주 공화국 (적색경보 지정 지역을 제외한 전 지역)
- 토고 (사반주 북부 크펜잘‧토네 지역)
- 튀니지 (적색경보 지정 지역 제외 전 지역)

#### 유럽
- 코소보 (적색경보 지정 지역을 제외한 전 지역)
- 투르크메니스탄 (아프가니스탄 국경 지역)
- 유럽 (전 지역)

#### 아메리카
- 과테말라 (페텐주, 에스퀸틀라주, 산타로사주, 이사발주, 사카파주, 치키몰라주, 할라파주, 후티아파주, 산마르코스주, 믹스코시, 비아누에바시, 알타베라파스주, 바라베라파스주, 엘프로그레소주)
- 니카라과 (전 지역)
- 도미니카 공화국 (산토도밍고주, 산티아고주)
- 멕시코 (치와와주, 누에보레온주, 타미울리파스주, 미초아칸주, 게레로주, 시날로아주, 베라크루즈주, 콜리마
- 에콰도르 (전 지역)
- 엘살바도르 (전 지역)
- 온두라스 (요로주, 코르테스주, 프란시스코모라산주, 아틀란티다주)
- 자메이카 (수도 킹스턴을 포함한 세인트앤드류 및 세인트캐서린 지역)
- 칠레 (전 지역)
- 콜롬비아 (리사랄다주, 나리뇨주[투마코시 제외], 안티오키아주 일부, 카케타주 일부, 초코주 일부, 메타주 일부, 과비아레주, 푸투마요주, 메타주, 노르테데산탄데르주, 과이니아주*, 세사르주*, 라과히라주* [*는 에콰도르 및 베네수엘라 국경 지역 제외])
- 파나마 (동남부 콜롬비아 국경 지역 다리엔주)
- 파라과이 (산페드로주, 콘셉시온주, 아맘바이주, 카닌데유주)
- 페루 (아야쿠초주: 라 마르, 우안타 지역, 우앙카벨리카주: 타야카하 지역, 후닌주: 사티포 지역, 우아누코주: 마라뇽, 레온시오 프라도 지역, 산 마르틴주: 토카체 지역, 우카야리주: 파드레 아바드 지역, 로레로주, 산마르틴주(우아야가 지역), 우아누코주(우아카이밤바, 우마리에스 지역), 툼베스주)

### 남색경보 여행유의 지역
| 1단계 남색경보 여행유의 신변안전 위험 요인 숙지·대비 |

#### 아시아·태평양
- 네팔 (전 지역)
- 동티모르 (전 지역)
- 라오스 (싸이솜분주)
- 몰디브 (말레 수도, 아두섬)
- 미얀마 (황색·적색경보 지정 지역을 제외한 전 지역)
- 방글라데시 (적색경보 지정 지역을 제외한 전 지역)
- 스리랑카 (전 지역)
- 인도 (황색·적색경보 지정 지역을 제외한 전 지역)
- 인도네시아 (황색경보 지정 지역을 제외한 전 지역)
- 캄보디아 (반떼이 민체이, 바탐방, 뽀삿)
- 태국 (방콕, 치앙마이, 푸켓, 촌부리, 끄라비‧팡아, 치앙라이, 프라추압키리칸, 꼬사무이‧꼬팡안섬)
- 피지 (전 지역)
- 필리핀 (수빅시, 보라카이섬, 보홀섬, 세부막탄섬(라푸라푸시))

#### 중동·아프리카
- 가나 (어퍼웨스트주, 어퍼이스트주)
- 가봉 (전 지역)
- 감비아 (전 지역)
- 남아프리카 공화국 (전 지역)
- 르완다 (황색경보 지정 지역을 제외한 전 지역)
- 모로코 (황색·적색경보 지정 지역을 제외한 전 지역)
- 모잠비크 (적색경보 지정 지역을 제외한 전 지역)
- 바레인 (전 지역)
- 베냉 (황색·적색경보 지정 지역을 제외한 전 지역)
- 세네갈 (황색경보 지정 지역을 제외한 전 지역)
- 앙골라 (전 지역)
- 에티오피아 (적색경보 지정 지역을 제외한 전 지역)
- 요르단 (황색경보 지정 지역을 제외한 전 지역)
- 적도 기니 (전 지역)
- 카메룬 (적색·특별여행경보 지정지역을 제외한 전 지역)
- 코트디부아르 (수도)
- 콩고 공화국 (황색경보 지정 지역을 제외한 전 지역)
- 쿠웨이트 (전 지역)
- 탄자니아 (전 지역)
- 토고 (황색경보 지정 지역을 제외한 전 지역)
- 튀니지 (튀니스와 그 주변 지역, 비제르트주, 나불주, 수스주, 모나스티르주, 마흐디아주, 스팍스주, 제르바주)

#### 유럽
- 러시아 (러시아·북한(조선민주주의인민공화국) 국경 지역)
- 벨기에 (전 지역)
- 스페인 (전 지역)
- 보스니아 헤르체고비나 (전 지역)
- 아르메니아 (전 지역)
- 영국 (런던 지역)
- 키프로스 (북키프로스 지역)
- 타지키스탄 (적색경보 지정 지역을 제외한 전 지역)
- 튀르키예 (적색경보 지정 지역을 제외한 전 지역)
- 투르크메니스탄 (황색경보 지정 지역을 제외한 전 지역)
- 프랑스 (전 지역)

#### 아메리카
- 과테말라 (황색경보 지정 지역을 제외한 전 지역)
- 도미니카 공화국 (황색경보 지정 지역을 제외한 전 지역)
- 멕시코 (바하캘리포니아주, 소노라주, 코아후일라주, 두랑고주, 게레로주, 오악사카주, 푸에블라주, 누에보레온주)
- 미국 (푸에르토리코, 버진아일랜드)
- 볼리비아 (적색경보 지정 지역을 제외한 전 지역)
- 벨리즈 (오렌지워크주, 카요주, 톨레도주)
- 브라질 (황색경보 지정 지역을 제외한 전 지역)
- 아르헨티나 (전 지역)
- 온두라스 (황색경보 지정 지역을 제외한 전 지역)
- 자메이카 (황색경보 지정 지역을 제외한 전 지역)
- 코스타리카 (전 지역)
- 콜롬비아 (주요 도시 (보고타, 메데인, 카르타헤나, 산타마르타, 바랑키자, 아르메니아, 페레이라, 마니살레스, 칼리), 수크레주, 아마소나스주, 쿤디나마르카주, 산탄데르주, 코르도바주, 보야카주, 볼리바르주, 막달레나주, 바우페스주, 우일라주, 카사나레주, 톨리마주, 칼다스주, 아틀란티코주, 비차다주*, 과이니아주*, 세사르주*, 라과히라주* (*는 베네수엘라 국경 지역 제외))
- 트리니다드 토바고 (전 지역)
- 파라과이 (황색경보 지정 지역을 제외한 전 지역)
- 페루 (로레토주: 마이나스 지역 (콜롬비아 국경 지역), 쿠스코주: 라 콘벤시온 지역, 후닌주: 콘셉시온, 우앙카요 지역, 우카얄리주: 코로넬 포르티요 지역, 리마주)

## 같이 보기
- 대한민국의 나라별 여행경보제도